# Muslimske erobring af Iran
Den muslimske erobring af Persien, også kendt som den arabiske erobring af Iran, førte til Sassaniderigets fald i 651 og tilbagegangen for den zoroastriske religion i Iran.
Muslimernes fremkomst faldt sammen med en anseelig politisk, social, økonomisk og militær svaghed i Persien. Sassanideriget, der var en tidligere stormagt, havde udtømt sine mandskabsmæssige og materielle ressourcer efter flere årtier med krige mod det Byzantinske Rige. Den interne politiske situation blev hastigt forværret efter henrettelsen af kong Khosrau 2. 28. februar 628. Efterfølgende blev ti nye efterfølgere kronet i løbet af fire år, hvilket illustrerede Sassaniderigets politiske ustabilitet i tiden umiddelbart før den muslimske invasion.
Arabiske muslimer angreb for første gang sassanidisk territorium i 633, da general Khalid ibn Walid invaderede Mesopotamien (den sassanidiske provins Asōristān; det der i dag er Irak), som var Sassaniderigets politiske og økonomiske centrum. Efter Khalid blev forflyttet til den byzantinske front i Levanten mistede muslimerne dog igen deres erobringer i de sassanidiske modangreb. Den anden invasion begyndte i 636 under Saad ibn Abi Waqqas, da en afgørende sejr i Slaget ved al-Qādisiyyah førte til at Sassanideriget permanent mistede kontrollen med den vestlige del af Iran. Zagrosbjergene blev derefter en naturlig grænse mellem Rashidunkalifatet og Sassanideriget. Efter vedvarende persiske plyndringstogter i området beordrede kalif Umar i 642 en fuld invasion af Sassaniderne, hvilket resulterede i den totale erobring af Sassanideriget omkring 651.a[›] Den hastige erobring af Iran i en række velkoordinerede og flerstrengede angreb blev koordineret af Umar fra sit hovedsæde i Medina, mere end 1600 km fra fronten, og bidrog til hans omdømme som værende en stor militær og politisk strateg.
I 651 var de fleste bycentre i de iranske lande, med undtagelse af de kaspiske provinser (Tabaristan) og Transoxanien, blevet indtaget af de arabisk-muslimske erobrere. Efter store problemer med voldelige oprør blev de nyerobrede områder underlagt total islamisk kontrol. Islamiseringen af landet gik langsomt, blandt andet pga. de mange oprør, zoroastriske skrifter blev brændt og mange præster henrettet. Af politiske og økonomiske grunde, såvel som for at undgå overfald og afpresning, konverterede de fleste persere med tiden til islam, omend de holdt fast i deres egen identitet ved at beholde deres persiske sprog og kultur, og ved den sene Middelalder var islam blevet den dominerende religion i regionen.